# Британія (телесеріал)
Британія (англ. Britannia) — британський історично-фентезійний телесеріал, створений Джезом Баттервортом та Томом Баттервортом. Шоу стало першим спільним проєктом Sky та Amazon Prime Video. Вперше він вийшов у ефір на Sky Atlantic у Великій Британії 18 січня 2018 року, а в США перший показ відбувся на Amazon Prime Video 26 січня 2018 року.
Початок нової ери, Британія населена войовничими кельтськими племенами, які відчайдушно пручаються захопленню своєї країни римськими загарбниками. Під час вторгнення зайд з півдня Антедія підтримує та об'єднується з римлянами, аби протистояти своєму давньому ворогові — королеві кантієв Керре.

## Акторський склад та персонажі
| Актор                   | Роль                                            |
| ----------------------- | ----------------------------------------------- |
| David Morrissey         | Авл Плавцій                                     |
| Hugo Speer              | Лукій                                           |
| Gershwyn Eustache Jnr   | Віт                                             |
| Келлі Райллі            | Керра (Сезон 1)                                 |
| Єн Макдермід            | король Пелінор (Сезон 1)                        |
| Julian Rhind-Tutt       | Філен                                           |
| Аннабель Шолі           | Амена                                           |
| Eleanor Worthington Cox | Кейт                                            |
| Зої Вонамейкер          | королева Антедія (Сезон 1, як гість у Сезоні 2) |
| Liana Cornell           | Анія                                            |
| Mackenzie Crook         | Веран і Гарка                                   |
| Gianni Calchetti        | друїд Рорк                                      |
| Jodie McNee             | Вілла                                           |
| Девід Бредлі            | Кван                                            |
| Ніколай Лі Кос          | Дівіс                                           |
| Лора Доннеллі           | Гелла                                           |

## Епізоди
| Сезон | Епізоди | Епізоди | Оригінальний показ | Оригінальний показ |
| Сезон | Епізоди | Епізоди | Перший показ       | Останній показ     |
| ----- | ------- | ------- | ------------------ | ------------------ |
| 1     | 9       | 9       | 18 січня 2018      | 15 березня 2018    |
| 2     | 10      | 10      | 7 листопада 2019   | 7 листопада 2019   |
| 3     | 8       | 8       | 24 серпня 2021     | TBA                |